# バート・マンロー

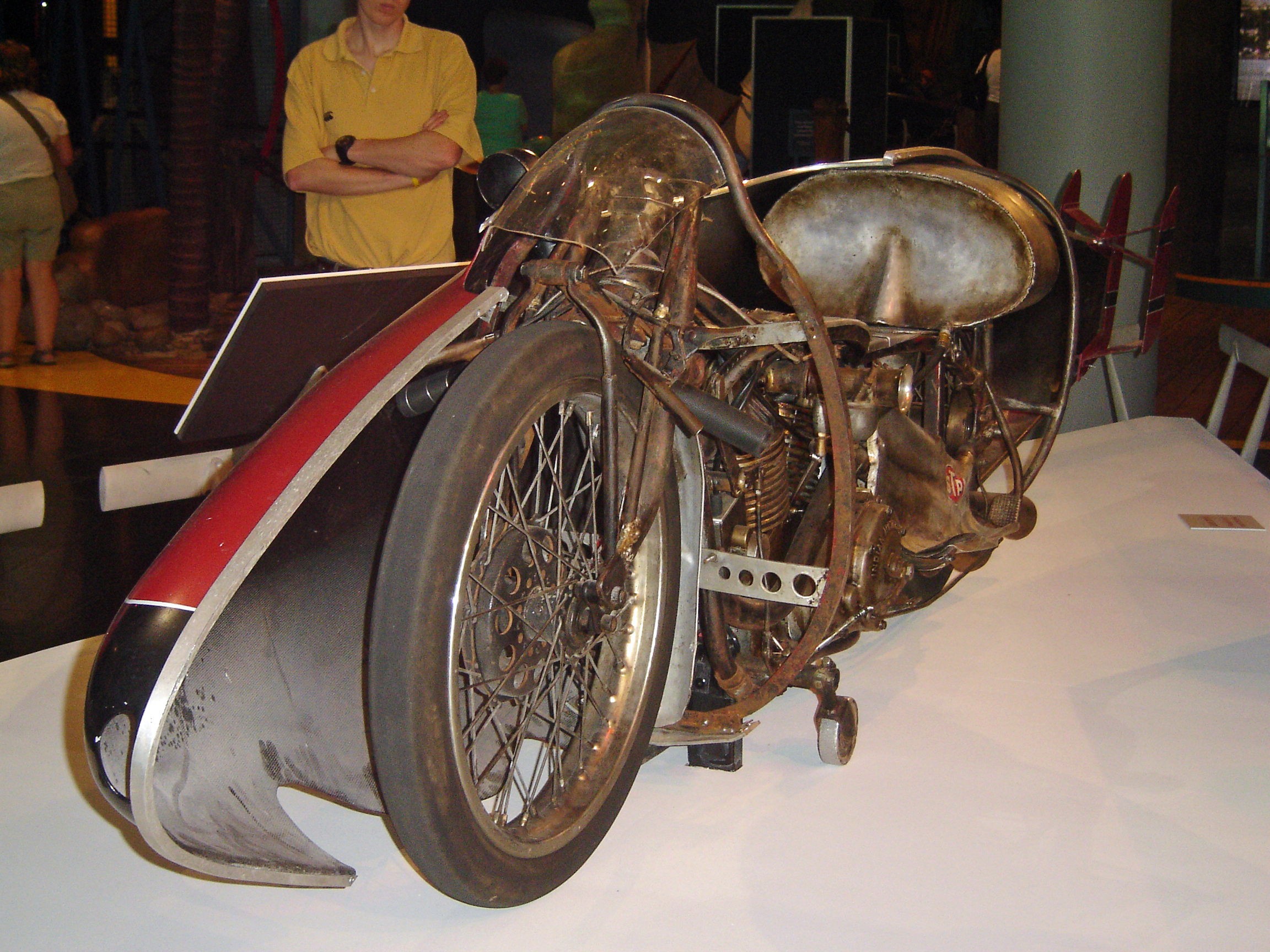
マンローが速度記録達成に使用した1920年製インディアンの複製（テ・パパ博物館）

バート・マンロー(Burt Munro)ことハーバート・ジェームス・マンロー（Herbert James Munro, 1899年3月25日 - 1978年1月6日）は、ニュージーランド、インバーカーギル出身のライダー

## 経歴
1967年、ボンネビル・ソルトフラッツにて自ら改造した1920年型インディアン・スカウトで1000cc以下のオートバイ陸上速度記録を樹立した。彼の記録樹立までの奮闘は、アンソニー・ホプキンス主演の映画『世界最速のインディアン』(2005年)の題材となった。
彼は、1927年に結婚した妻フローレンス・ベリル・マーティンとの間に、ジョン、ジューン、マーガレット、グウェンの4人の子供をもうけた。
1978年1月6日にインバーカーギルにて死去。78歳没。

## 記録
- 1962年に、51in3 (850cc) にボアアップしたエンジンで、時速288km (時速178.97マイル) の世界記録を樹立した。
- 1967年には、58in3 (950cc) にボアアップしたエンジンで、階級記録の時速295.44km (時速183.58マイル) を樹立した。記録を樹立するために、彼はインディアンでの最速の公式速度記録である、一方向走行での時速190.07マイルを達成している。非公式の速度記録は時速331km (時速205.67マイル) である。[1]
- 2006年にはアメリカモーターサイクル協会のオートバイ殿堂入りしている。

## 文献
ジョージ・ベック 著、岡山徹 訳『バート・マンロー／スピードの神に恋した男』武田ランダムハウスジャパン、2007年1月（原著2002年）。ISBN 978-427000182-0。- バートの生涯を綴った評伝。